# Moto Rumi

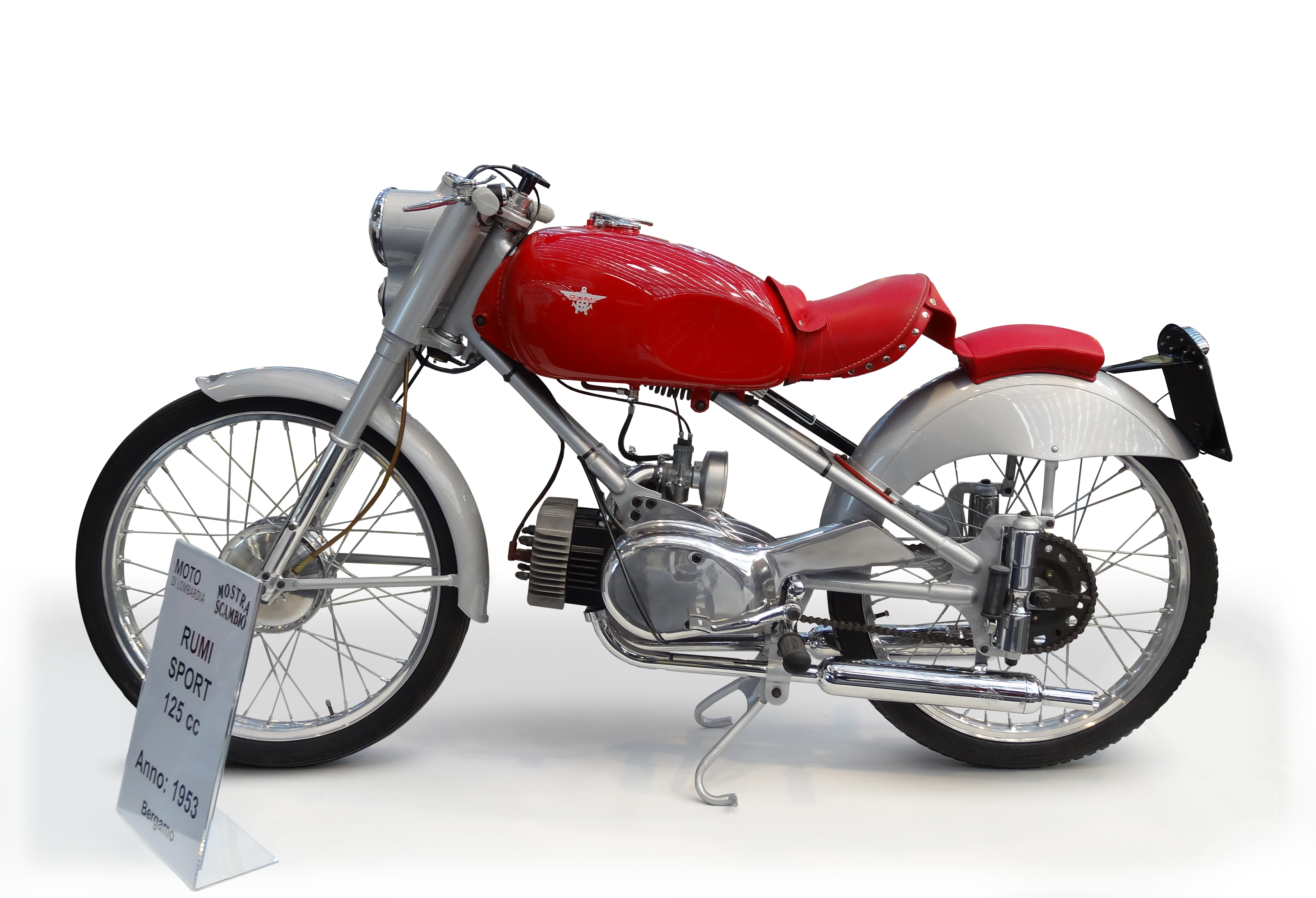
Eine Rumi Sport 125 cm³ (1953)

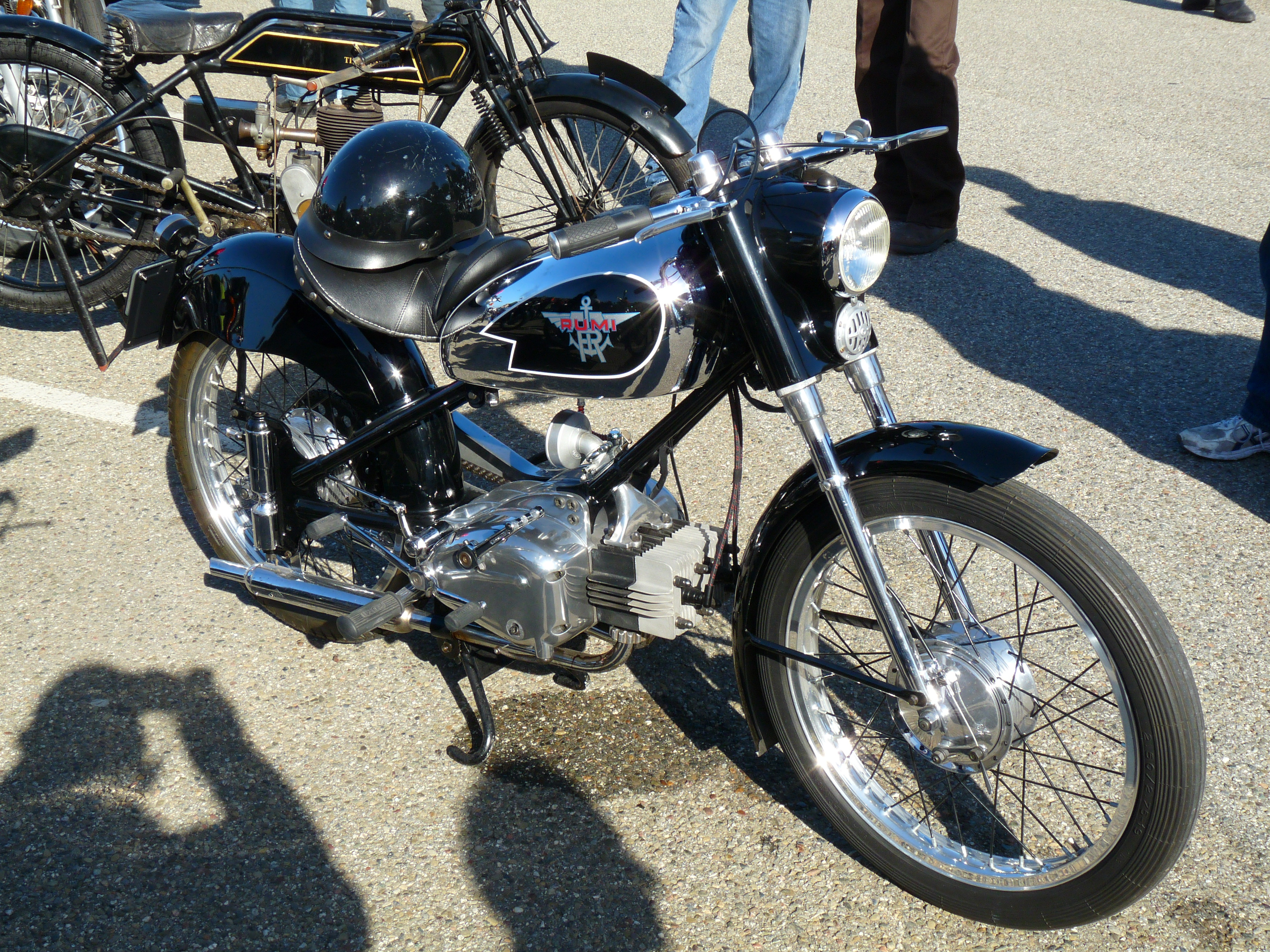
Eine Rumi Turismo Velocita 125
(ab 1949)

Rumi war während der 1950er- und 1960er-Jahre ein italienischer Motorrad- und Motorrollerhersteller.
Ähnlich wie Vespa oder Lambretta stellte Rumi Motorroller, Motorräder und Seitenwagen her. Die Motoren waren überwiegend Zweitakter. Die letzten Maschinen stellte Rumi 1962 her. Die Motorräder sind heute äußerst selten und unter Kennern sehr gefragt.

## Geschichte
Rumi S.p.A wurde Anfang 1900 von der Familie Rumi in Bergamo, Italien als Gießereibetrieb gegründet. Rumi war Hersteller von gegossenen Komponenten für die Strick- und Textilmaschinenindustrie.
Während des Zweiten Weltkriegs wurde Rumi infolge der italienischen Kriegsanstrengungen angeworben. Rumi stellte in dieser Zeit Propeller, Periskope, Schiffsanker und Torpedos für die Marine her, was sich auch im Logo der Firma Rumi widerspiegelt.
In den ersten Jahren der Nachkriegszeit wurde die Produktion im Bereich von Maschinen für die Lebensmittelindustrie, Filmindustrie und Textilindustrie wieder aufgenommen. 1948 wurde die Rumi S.p.A. von Donnino Rumi (1906–1980), dem Sohn des Firmengründers, übernommen und weitergeführt. Donnino große Leidenschaft war jedoch die Kunst und Bildhauerei. Angesichts der hohen Nachfrage von Fahrzeugen für den persönlichen Transport entschied der Sohn des Firmengründers, den Bau von Motorrädern zu starten. Er beauftragte den Designer und Konstrukteur Pietro Vassena (1897–1967) mit der Entwicklung von Motoren und dem Design von Fahrgestellen. Vassena war zuvor schon im Bereich des Motorsports bei Bicimotore Faini erfolgreich tätig.
Die Motorradproduktion begann 1949. Die ersten beiden Prototypen wurden auf der Messe 1950 in Mailand vorgestellt, die Serienfertigung begann unmittelbar nach der Messe. Als Donnino Rumis Sohn Gabriele die Führung des Familienunternehmens übernahm, wurde die Motorradproduktion eingestellt. Gabriele Rumi engagierte sich zwei Jahrzehnte später als Sponsor und Teamchef in der Formel 1.

## Einige Modelle
- 1949: 125, 125 cm³, Zweizylinder-Zweitakter
- 1953: Squirrel, 125 cm³, Zweitakter, Roller
- 1954: Scoiattolo, Roller
- 1954: Bizbero Competizione, 125 cm³, Viertakter
- 1954: Rumi Racer, 125 cm³, Zweizylinder-Zweitakter, Höchstgeschwindigkeit 150 km/h
- 1955: Junior Gentleman, als Nachfolger der Bizbero Competizione
- 1960: Rumi Formichino, 125 cm³, 2 Zylinder, Karosserie aus Aluminiumguss

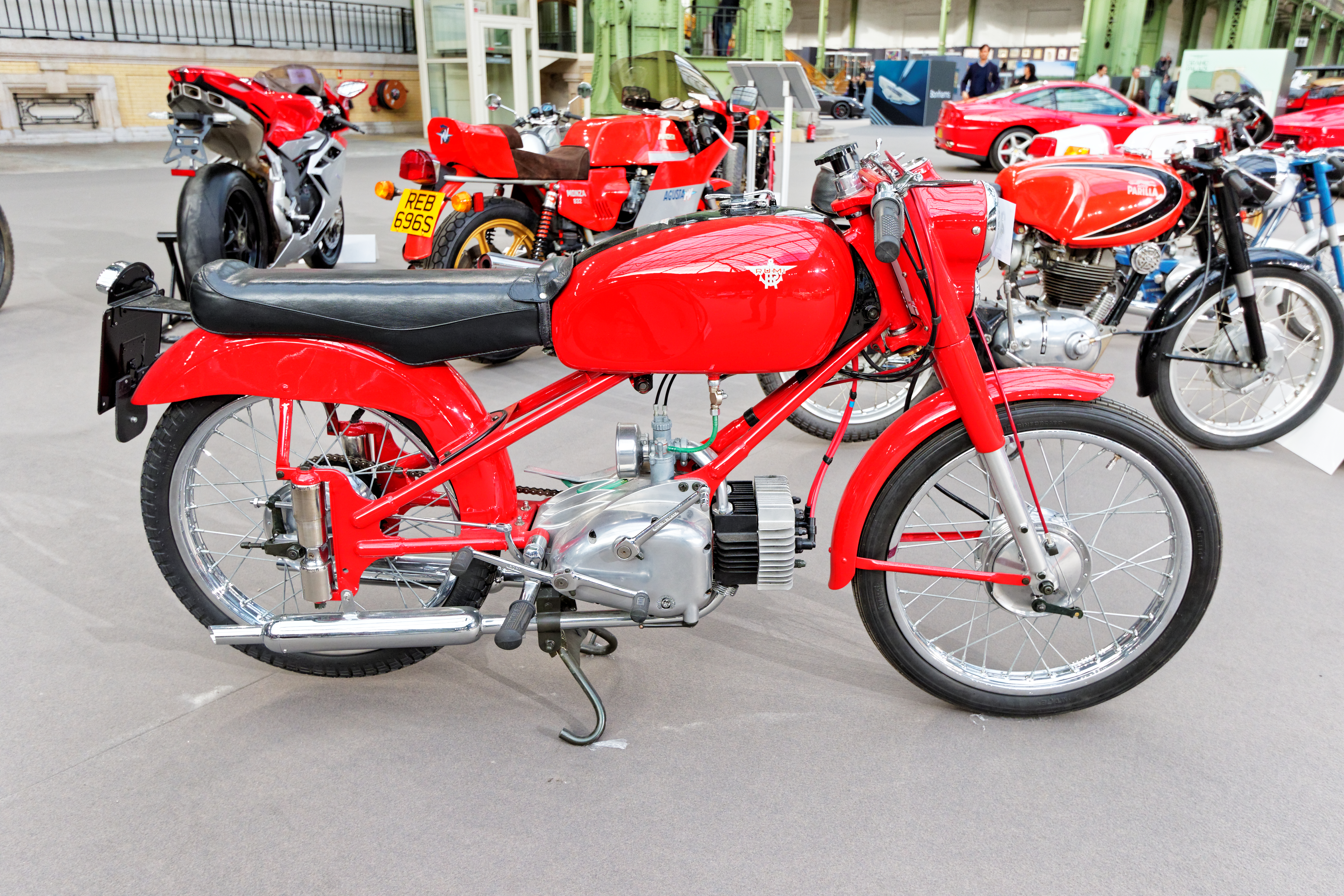
Rumi 125 Super Sport (1953)
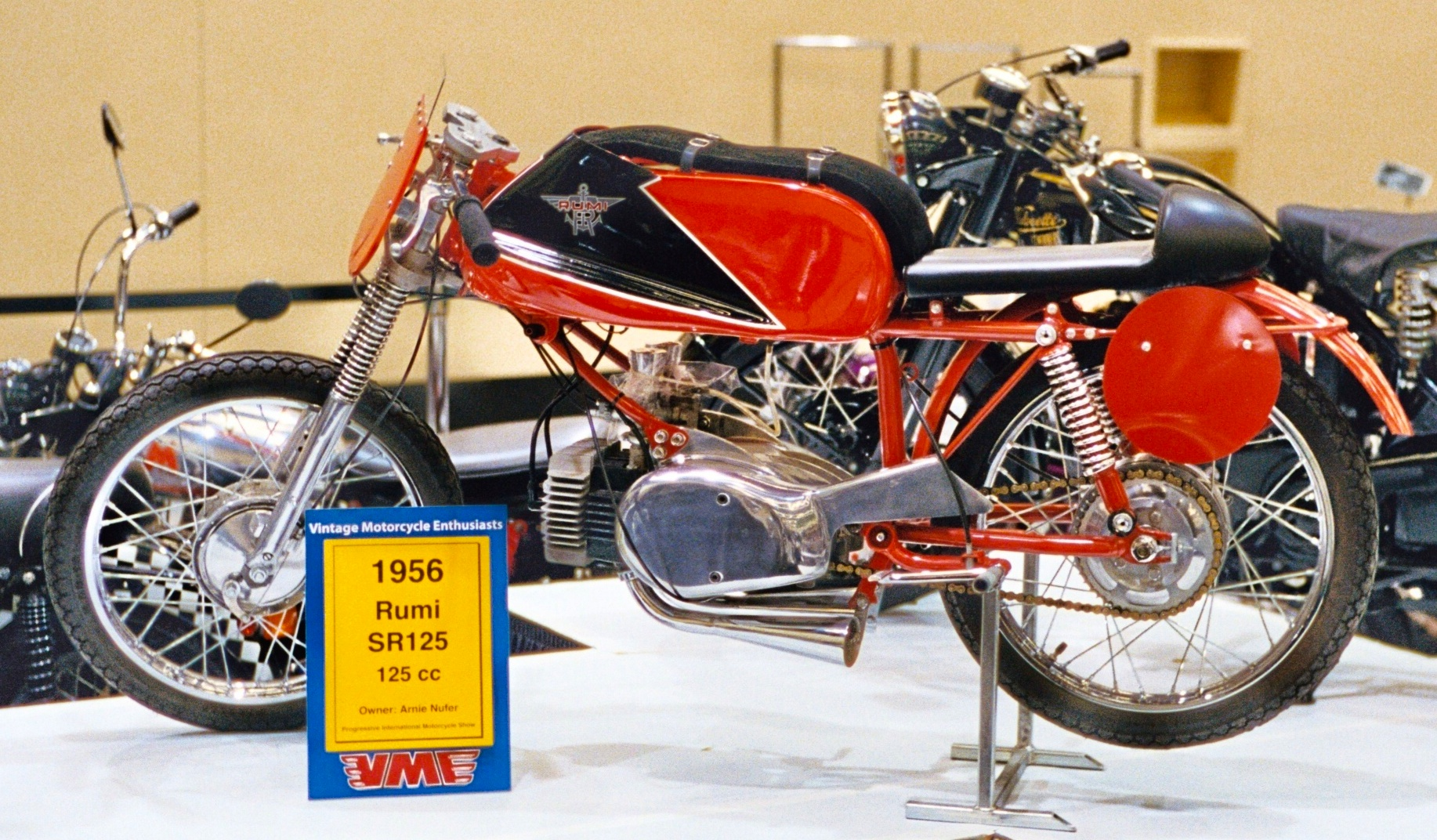
1956 Rumi SR125 (1956)
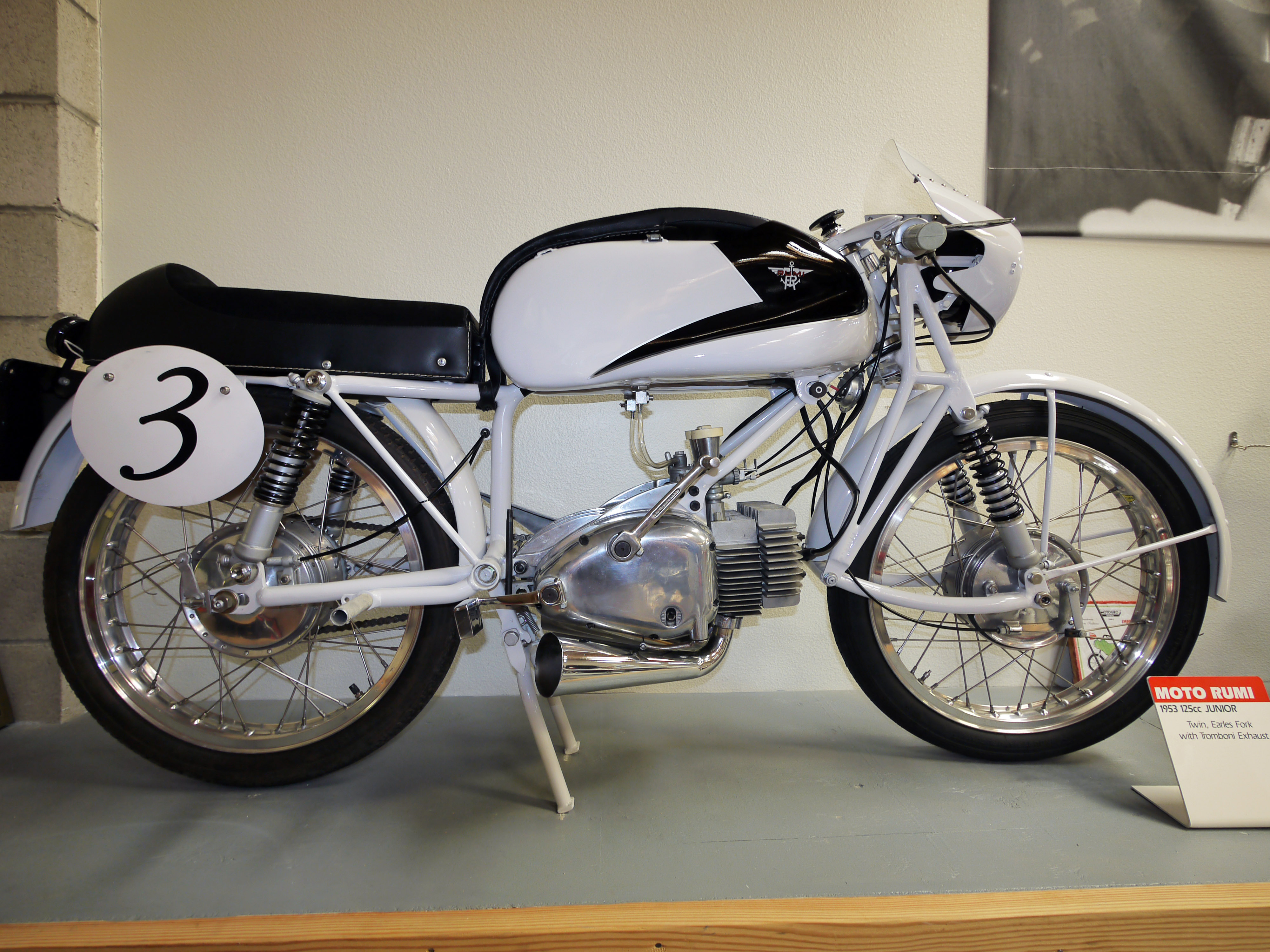
Rumi 125 Junior (1953)
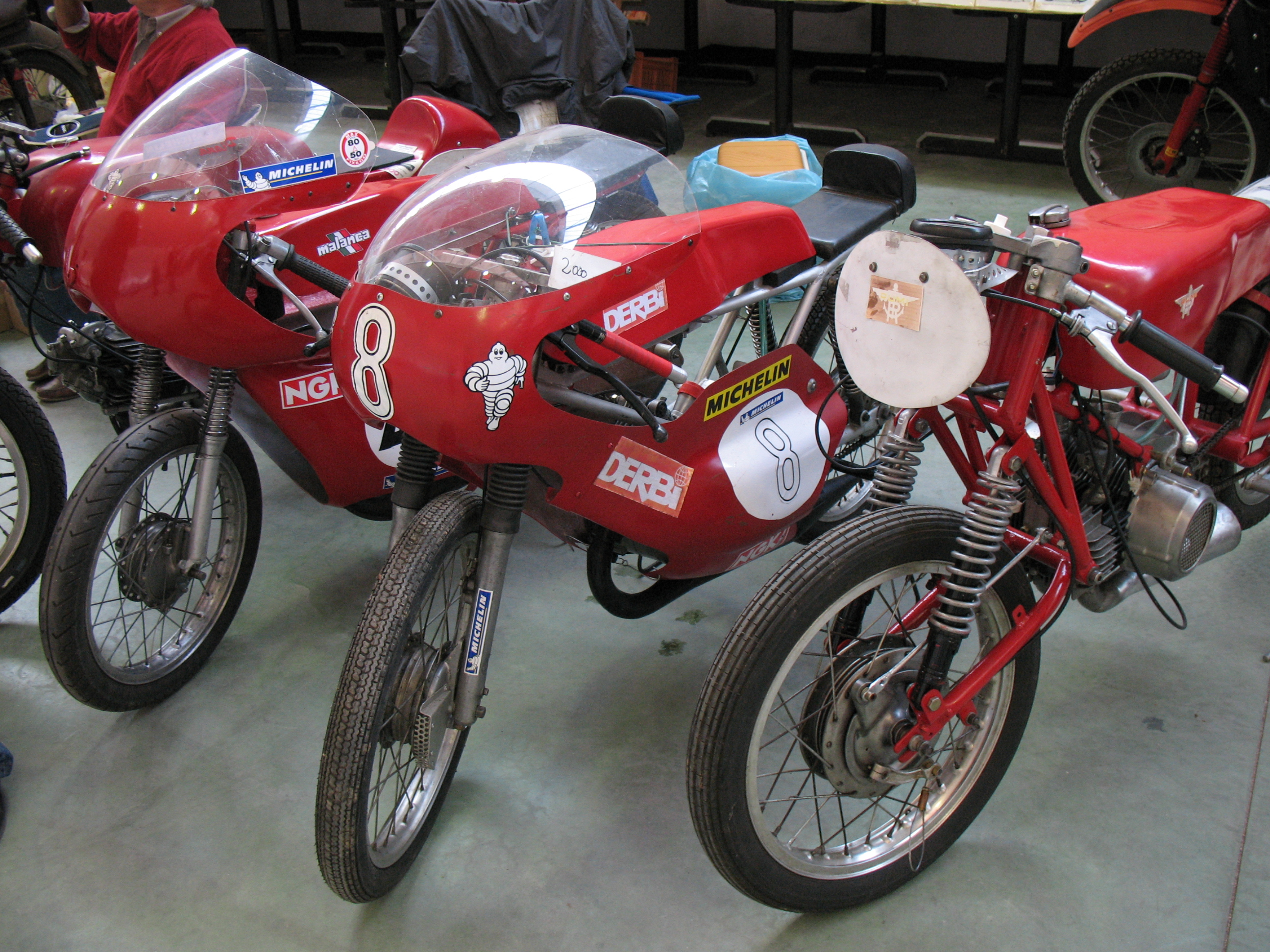
Rumi, Derbi
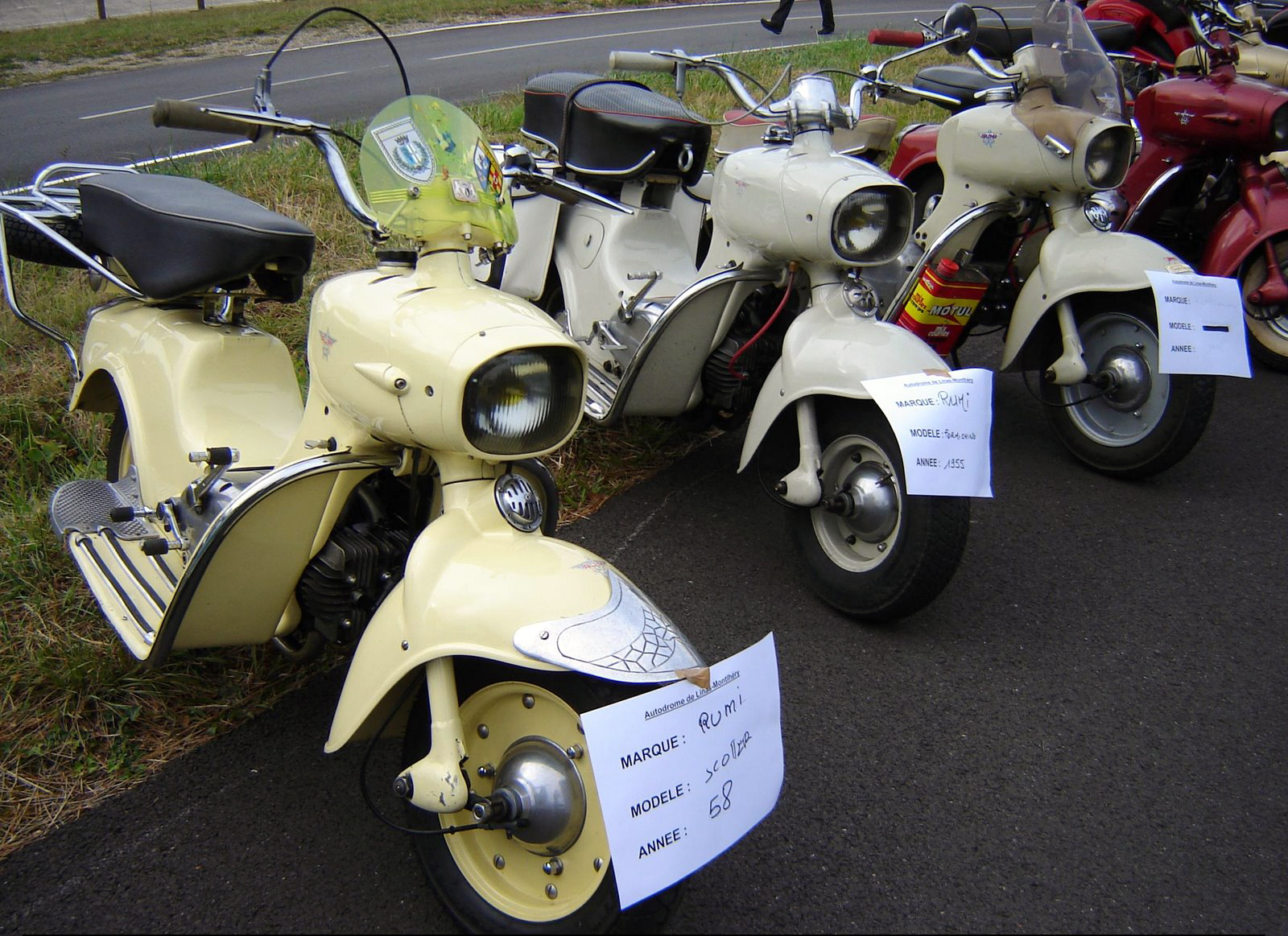
Rumi Formichini
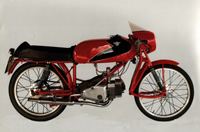
Moto Rumi Junior (1955–1959)